# Arne Hovde
Arne Hovde, né le 28 septembre 1914 et mort le 9 avril 1936, est un ancien sauteur à ski norvégien.

## Biographie
En décembre 1935, il est opéré de l'appendicite à l'hôpital de Drammen. Cela l'empêche de continuer à se préparer pour les Jeux olympiques alors qu'il est l'un des favoris. Cependant, Hovde meurt d'une péritonite à 21 ans, après avoir subi des complications consécutive à l'appendicectomie.

## Palmarès

### Championnats du monde
| Épreuve / Édition | Solleftea 1934 |
| Individuel        | Argent         |